# USS Forrestal (CV-59)
USS Forrestal (CV-59) bio je američki nosač zrakoplova u sastavu Američke ratne mornarice i prvi nosač klase Forrestal po kojem je i cijela klasa dobila ime. Naziva se i prvim super nosačem zbog svoje veličine i deplasmana. Često je nazivan "The FID" što označava kraticu od "First In Defense" (na hrv. "Prvi u obrani") zato što je nazvan po Jamesu Forrestalu koji je bio prvi ministar obrane. Služio je od 1955. do 1993. godine. Forrestal je prvi nosač koji je konstruiran s kutnom pistom, parnim katapultom i sletnim signalnim svijetlima. Na palubi USS Forrestala je 1967. izbio požar u kojem je poginulo 134 mornara, a 161 je ozlijeđen. Zbog tog teškog požara nosač je dobio i nadimke "Zippo" i "Forrest Fire" ili "Firestal".
Povučen je iz službe 1993. godine i čeka konačnu odluku o potapljanju kako bi postao umjetnički greben.

### Zajednički poslužitelj
|  | Zajednički poslužitelj ima stranicu o temi USS Forrestal (CV-59)    |
|  | Zajednički poslužitelj ima još gradiva o temi USS Forrestal (CV-59) |